# Kira Nerys
„Kira Nerys” (n. 2343, Bajor) este un personaj fictiv din serialul TV Star Trek: Deep Space Nine din franciza Star Trek. 
Este interpretat de Nana Visitor.
Kira Nerys este un ofițer de miliție bajoran, fostă luptătoare de gherilă în timpul ocupației cardassiene a Bajorului, și, în calitate de ofițer de legătură al stație, secundul lui Sisko. Inițial, ea privește cu suspiciune intențiile Federației cu privire la planeta ei, dar ajunge să capete încredere și să se împrietenească cu membrii echipajului. Asemenea majorității bajoranilor, Kira este profund religioasă, ceea ce o face uneori să se simtă ciudat avându-l pe emisar drept comandant. Ro Laren, un personaj din Star Trek: Generația următoare, fusese prima alegere a producătorilor pentru funcția de secund al lui Sisko, dar Michelle Forbes nu a dorit să se dedice total unui serial de televiziune. 